# Дерби (Охајо)
Дерби (енгл. Derby) насељено је место без административног статуса у америчкој савезној држави Охајо.

## Демографија
По попису из 2010. године број становника је 408.
| Група             | 2000.    | 2010.       |
| Белци             | 0 (0,0%) | 397 (97,3%) |
| Афроамериканци    | 0 (0,0%) | 2 (0,5%)    |
| Азијати           | 0 (0,0%) | 1 (0,2%)    |
| Хиспаноамериканци | 0 (0,0%) | 2 (0,5%)    |
| Укупно            | 0        | 408         |